# Condado de Lawrence (Alabama)
El condado de Lawrence es un condado de Alabama, Estados Unidos. Tiene una superficie de 1860 km² y una población de 34 803 habitantes (según el censo de 2000). La sede de condado es Moulton.

## Historia
El Condado de Lawrence se fundó el 6 de febrero de 1818.

## Geografía
Según la Oficina del Censo de los Estados Unidos el condado tiene un área total de 1860 km², de los cuales 1796 km² son de tierra y 64 km² de agua (3,44%).

### Principales autopistas
- U.S. Highway 72
- Ruta Estatal 24
- Ruta Estatal 33
- Ruta Estatal 36
- Ruta Estatal 157

### Condados adyacentes
- Condado de Limestone (noreste)
- Condado de Morgan (este)
- Condado de Cullman (sureste)
- Condado de Winston (sur)
- Condado de Franklin y Condado de Colbert (oeste)
- Condado de Lauderdale (noroeste)

### Ciudades y pueblos
- Courtland
- Hillsboro
- Moulton
- North Courtland
- Town Creek

### Zona Protegida Federal
- Parte del Bosque Nacional William B. Bankhead

## Demografía
| Población histórica Año Población ±% 1900 20 124 — 1910 21 984 +9.2 % 1920 24 307 +10.6 % 1930 26 942 +10.8 % 1940 27 880 +3.5 % 1950 27 128 −2.7 % 1960 24 501 −9.7 % 1970 27 281 +11.3 % 1980 30 170 +10.6 % 1990 31 513 +4.5 % 2000 34 803 +10.4 % |           |         |
| Población histórica |           |         |
| Año | Población | ±%      |
| 1900 | 20 124    | —       |
| 1910 | 21 984    | +9.2 %  |
| 1920 | 24 307    | +10.6 % |
| 1930 | 26 942    | +10.8 % |
| 1940 | 27 880    | +3.5 %  |
| 1950 | 27 128    | −2.7 %  |
| 1960 | 24 501    | −9.7 %  |
| 1970 | 27 281    | +11.3 % |
| 1980 | 30 170    | +10.6 % |
| 1990 | 31 513    | +4.5 %  |
| 2000 | 34 803    | +10.4 % |